# Keine Lust
«Keine Lust» (с нем. — «Нет желания») — семнадцатый сингл Rammstein с альбома Reise, Reise. Начиная с октября 2004 года песня исполнялась на каждом концерте группы. Также эта песня была исполнена на Echo Awards 2005. Была убрана из сет-листа Stadium Tour.
На телеканале MTV Russia транслировалась американская версия клипа (со вставками кадров с девушками исполняющими фаер шоу)

## Описание
Лирический герой песни — человек, испытывающий состояние прострации, дисфории. Он недоволен своим телом и испытывает двоякие чувства. С одной стороны, он желал бы жить полной жизнью, как это делают другие люди, однако из-за отвращения от себя самого, возникает апатия, отстранённость, астения, что лишает его всех желаний. Находясь в таком состоянии, герой не может выдерживать тяготы своих переживаний, холод символизирует отсутствие жизни, однако жизни не в физическом плане, а в плане моральном, в аспекте отсутствия эмоциональной вовлечённости: ему совсем ничего не хочется.

### Музыкальный клип
В клипе музыканты страдают ожирением, помимо Флаке, — он появляется чуть позже других на инвалидном кресле. Участники группы на собственных лимузинах прибывают в подземный гараж, чтобы сыграть вместе песню Keine Lust.

## Список композиций
Немецкое издание
1. «Keine Lust» — 3:44
2. «Keine Lust» (Remix No. 1 By Clawfinger) — 4:37
3. «Keine Lust» (The Psychosonic Remix By DJ Drug) — 5:02
4. «Keine Lust» (Bozz Remix By Azad) — 3:52
5. «Keine Lust» (Jazz Remix By Clawfinger) — 4:11
6. «Keine Lust» (Black Strobe Remix) — 7:08
7. «Keine Lust» (Curve Remix By Front 242) — 3:40
8. «Keine Lust» (Ich zähl die Fliegen Remix By Krieger) — 3:30

UK CDS Part 1
1. «Keine Lust» — 3:44
2. «Ohne dich» (Mina Harker’s Version — Remix by Laibach) — 4:09
3. «Mutter Orchesterlied I» (Orchestral Version)"

UK CDS Part 2 (DVD)
1. «Keine Lust» — 3:44
2. «Mein Teil» — 4:23
3. «Mein Teil» (Music Video)" 4:28
4. «Mein Teil» (Making of)"

UK 7" Vinyl
1. «Keine Lust» — 3:44
2. «Du Hast» (Live audio from Parkbühne Wuhlheide, Berlin, August 1998) — 4:27

## Участники записи
- Тилль Линдеманн — вокал
- Рихард Круспе — соло-гитара, бэк-вокал
- Пауль Ландерс — ритм-гитара, бэк-вокал
- Оливер Ридель — бас-гитара
- Кристоф Шнайдер — ударные
- Флаке Лоренц — клавишные